# Mario Zenari
Mario Zenari (sinh 1946) là một Hồng y người Italia của Giáo hội Công giáo Rôma. Ông hiện đảm trách vai trò Sứ thần Tòa Thánh tại Syria và Hồng y Đẳng Phó tế Nhà thờ Maria delle Grazie alle Fornaci fuori Porta Cavalleggeri.
Trước khi trở thành một Sứ thần Tòa Thánh, ông từng đảm nhận nhiều vai trò tại Liên Hợp Quốc như: Quan sát viên thường trực tại Văn phòng Liên Hợp Quốc, Quan sát viên thường trực của Tổ chức Phát triển Công nghiệp Liên hợp quốc (UNIDO), Đại diện thường trực của Cơ quan Năng lượng Nguyên tử Quốc tế (IAEA), Đại diện thường trực tổ chức an ninh và hợp tác ở châu Âu (OSCE) trong nhiệm kỳ từ năm 1994 đến năm 1999.
Kết thúc nhiệm vụ tại Liên Hợp Quốc, ông được bổ nhiệm làm Sứ thần Tòa Thánh, bắt đầu tại Bờ Biển Ngà, Nigeria và Burkina Faso (1999-2004), sau đó làm Sứ thần tại Sri Lanka (2004-2008) và Sứ thần Tòa Thánh tại Syria (từ năm 2008).

## Tiểu sử
Hồng y Mario Zenari sinh ngày 5 tháng 1 năm 1946, tại Villafranca di Verona, Italia. Sau quá trình tu tập dài hạn tại các cơ sở chủng viện theo quy định của Giáo luật, ngày 5 tháng 7 năm 1970, Phó tế Zenari, 23 tuổi, tiến đến việc được truyền chức linh mục. Cử hành nghi thức truyền chức cho Zenari là Giám mục Giuseppe Carraro, Giám mục chính tòa Giáo phận Verona. Tân linh mục cũng là thành viên linh mục đoàn của Giáo phận này.
Linh mục Zenari từng đảm trách nhiều vai trò tại Liên Hợp Quốc như Quan sát viên thường trực tại Văn phòng Liên Hợp Quốc, Quan sát viên thường trực của Tổ chức Phát triển Công nghiệp Liên hợp quốc (UNIDO), Đại diện thường trực của Cơ quan Năng lượng Nguyên tử Quốc tế (IAEA), Đại diện thường trực tổ chức an ninh và hợp tác ở châu Âu (OSCE) trong nhiệm kỳ từ ngày 12 tháng 7 năm 1994 đến ngày 12 tháng 7 năm 1999.
Sau gần 30 năm thực thi các nhiệm vụ trên cương vụ cũng như thẩm quyền của một linh mục, ngày 12 tháng 7 năm 1999, Tòa Thánh loan tin Giáo hoàng đã quyết định tuyển chọn linh mục Mario Zenari, 53 tuổi, gia nhập Giám mục đoàn Công giáo Hoàn vũ, với vị trí được trao phó là Tổng giám mục hiệu tòa Iulium Carnicum và chức vụ Sứ thần Tòa Thánh tại Bờ Biển Ngà và Nigeria. Ít lâu sau đó, ngày 24 tháng 7, Tòa Thánh lại bổ nhiệm Tân Tổng giám mục kiêm nhiệm thêm vai trò Sứ thần Tòa Thánh tại Burkina Faso. Lễ tấn phong cho Tân giám mục Sứ thần được tổ chức sau đó vào ngày 25 tháng 9 cùng năm, với phần nghi thức chính yếu được cử hành cách trọng thể bởi 3 giáo sĩ cấp cao, gồm chủ phong là Hồng y Angelo Sodano, Quốc vụ khanh Tòa Thánh; hai vị còn lại, với vai trò phụ phong, gồm Giám mục Flavio Roberto Carraro, O.F.M. Cap., Giám mục chính tòa Giáo phận Verona và Tổng giám mục Marcello Zago, O.M.I., Tổng Thư kí Thánh bộ Rao giảng Phúc Âm cho các Dân tộc (Còn gọi là Bộ Truyền giáo). Tân Tổng giám mục chọn cho mình châm ngôn:LEVATE OCULOS VESTROS.
Sau 5 năm thực hiện nhiệm vụ của một sứ thần tại Bờ Biển Ngà, Nigeria và Burkina Faso, Tòa Thánh quyết định thuyên chuyển Sứ thần Zenari làm Sứ thần Tòa Thánh tại Sri Lanka ngày 10 tháng 5 năm 2004, sau đó tiếp tục thuyên chuyển ông đến làm Sứ thần tại Syria ngày 30 tháng 12 năm 2008.
Qua Công nghị Hồng y 2016 được tổ chức vào ngày 19 tháng 11, Giáo hoàng Phanxicô đã vinh thăng Tổng giám mục Mario Zenari tước vị Hồng y, với vị trí Hồng y Đẳng Phó tế và Nhà thờ Hiệu tòa được chỉ định là Nhà thờ Santa Maria delle Grazie alle Fornaci fuori Porta Cavalleggeri. Tân Hồng y đã đến cử hành nghi thức nhận nhà thờ Hiệu tòa của mình sau đó vào ngày 25 tháng 3 năm 2017.